# Illuminazione pubblica

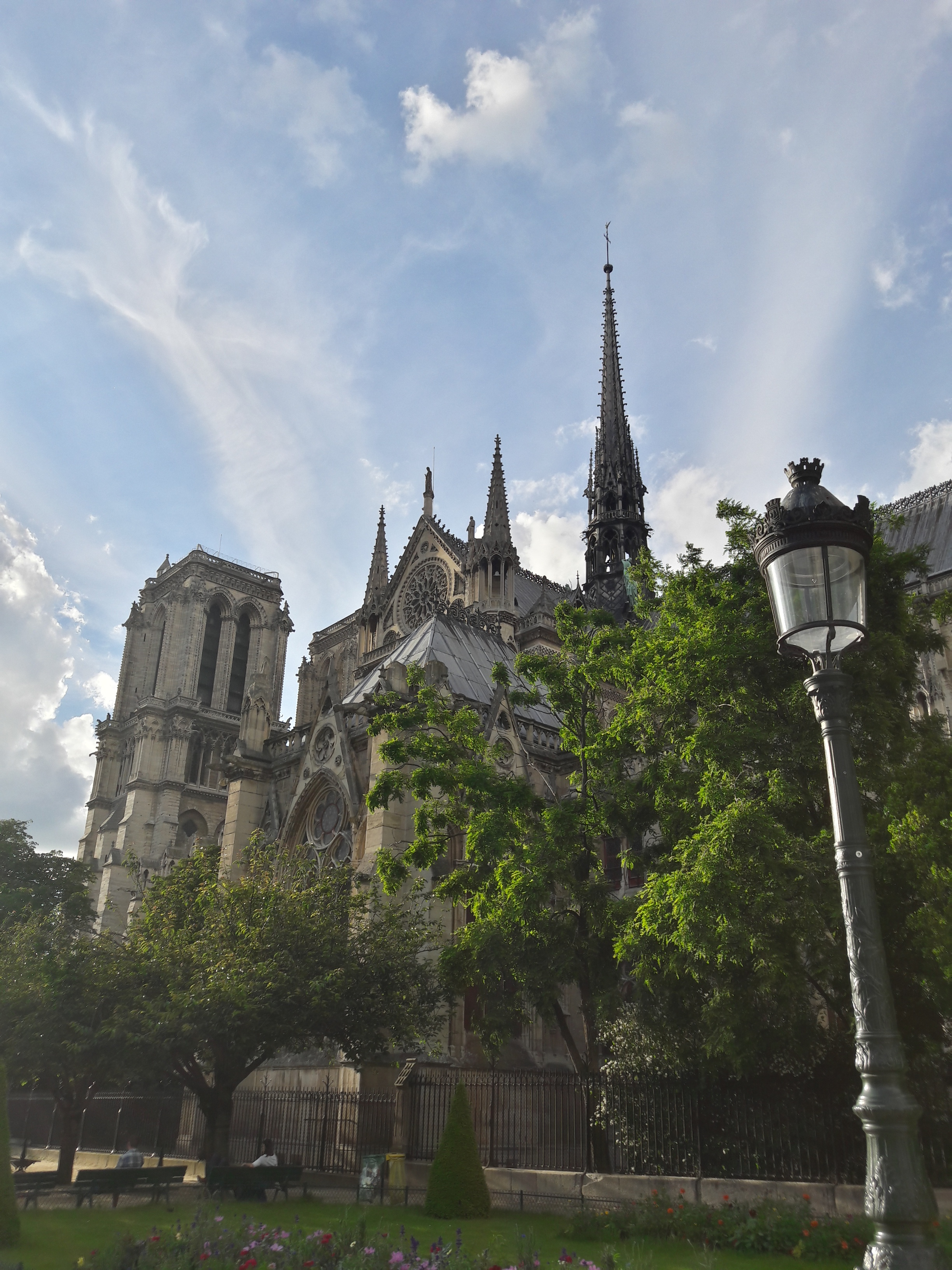
Illuminazione stradale a Parigi

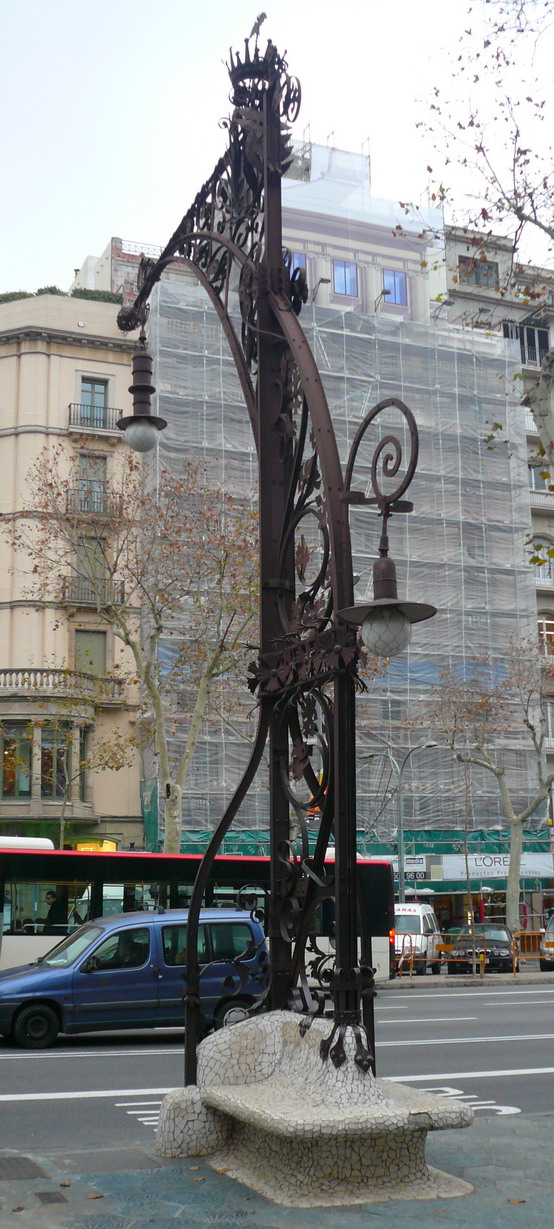
Barcellona: Bancs-Fanals, panchine-lampioni lungo il Passeig de Gràcia. Realizzati nel 1906 dall'architetto comunale Pere Falqués i Urpí

L'illuminazione pubblica è rappresentata dall'insieme di oggetti (lampioni, lampade, torri faro, fari, ecc.) atti a illuminare gli spazi pubblici.
I costi di tali impianti sono a carico dell'ente (ad esempio il Comune) che ne è titolare.

## Storia
Il concetto di illuminazione pubblica è relativamente recente, anche se certe parti di edifici importanti (castelli, conventi) hanno sempre avuto un'illuminazione notturna continua assicurata mediante torce o bracieri. L'illuminazione pubblica coincide all'inizio, e anche oggi in gran parte, con l'illuminazione stradale, e nasce con l'ingrandirsi delle città e il diffondersi della criminalità urbana, che era favorita dalle tenebre.

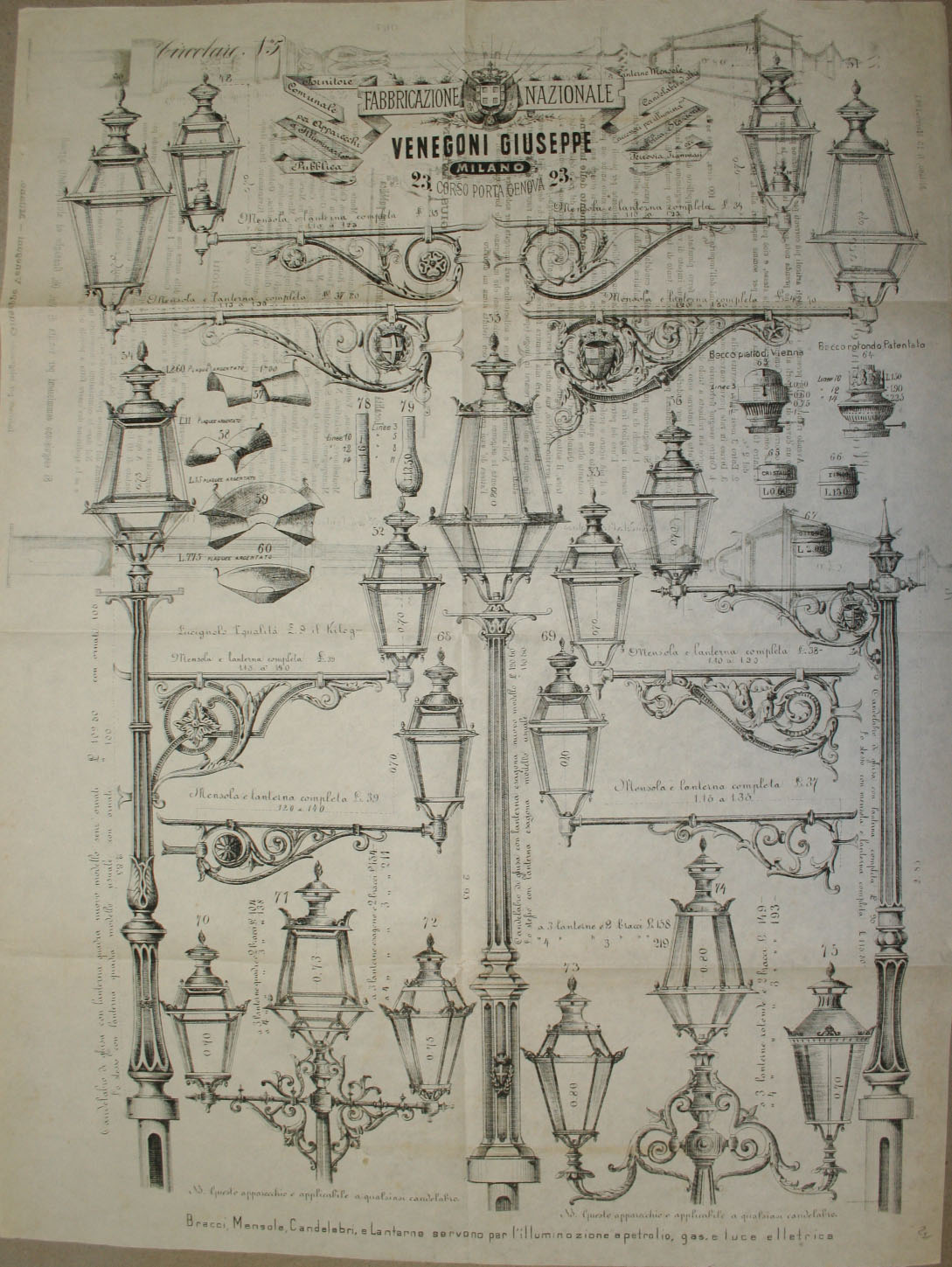
Pieghevole con articoli per l'illuminazione pubblica a petrolio, a gas e a luce elettrica, Milano 1883

### Illuminazione a olio
I primi combustibili per illuminazione furono l'olio di oliva, la cera d'api, l'olio di pesce, l'olio di balena, l'olio di sesamo, l'olio di noce e altre sostanze simili, che furono usate fino alla seconda metà del XVIII secolo. Cronache cinesi del III secolo registrano l'uso di gas naturale per l'illuminazione domestica e per il riscaldamento attraverso un sistema di tubazioni di bambù.
Nel 1417, sir Henry Barton, sindaco di Londra, ordinò di "appendere lanterne nelle sere d'inverno fra Ognissanti e la Candelora". Parigi fu illuminata dopo un'ordinanza del 1524 e, agli inizi del XVI secolo, agli abitanti si ordinava di tenere luci accese alle finestre sulla strada. Nel 1668, quando si vollero migliorare le strade di Londra, ai residenti si ricordava di appendere le loro lanterne nei periodi consueti, e nel 1690, fu emanata un'ordinanza che prescriveva di esporre un lume o una lanterna ogni notte al calare del sole da San Michele a Natale. Il consiglio comunale nel 1716 approvò un regolamento, secondo cui tutti i residenti nelle case che si affacciavano su vie, vicoli o passaggi dovevano esporre ogni notte una o più luci dalle sei alle undici, con una multa di uno scellino in caso di inosservanza.
Nel corso del Settecento, anziché dare ordini ai proprietari delle case, le amministrazioni comunali iniziarono ad assumere direttamente la gestione dell'illuminazione pubblica.
A Torino i lampioni a olio erano stati introdotti già nel 1675.
A Venezia negli anni trenta del settecento esisteva già una illuminazione pubblica pagata con i proventi del gioco del Lotto.
A Milano il servizio di lampioni a olio pubblici fu introdotto nel 1784 ed era pagato con i proventi non solo del lotto, ma anche dell'imposta sui fabbricati.
Nei primi decenni dell'Ottocento l'illuminazione pubblica delle città europee era ormai gestita dalle amministrazioni comunali e generalmente affidata ai lampioni ad olio, che bruciavano olii vegetali od animali. In Italia si trattava perlopiù di olio di oliva.
Questo era, ad esempio, il caso di Genova.
Analogamente, dal 1833 l'illuminazione stradale a Roma venne affidata a lampioni a olio d'oliva, gestiti dalla ditta Giuseppe Mazio.
Anche quando le principali strade cittadine furono illuminate a gas, le periferie rimasero illuminate ad olio per qualche decennio, prima che l'illuminazione a gas si diffondesse in tutti i quartieri.

### Illuminazione a gas
L'illuminazione pubblica avrà una svolta con la disponibilità del gas illuminante, che permetterà di realizzare nel 1825 un'illuminazione a gas centralizzata nella città di Parigi, che prenderà da questo il soprannome di Ville Lumière, cioè "città illuminata". Nel 1811 Windsor costruì la prima officina pubblica a Londra (Gas-Ling and Coke) per la produzione continua di gas che, convogliato in tubature, alimentava le lampade per illuminare Pall Mall, il Saint James's Park e il Golden Lane.
L'illuminazione pubblica a gas si affermò a partire dalla prima metà dell'Ottocento: nel 1814-18 a Londra, nel 1828 a Berlino, nel 1829 a Parigi, nel 1833 a Vienna.
I primi esperimenti in Italia furono compiuti nel 1818 da Giovanni Arduin; nel 1832 venne inaugurata l'illuminazione a gas della galleria De Cristoforis a Milano, alla quale seguì quella pubblica nel 1845; nel frattempo (1843) si attivano le prime illuminazioni pubbliche a gas a Venezia e nel 1845 a Firenze e Verona. Il 5 settembre 1846 venne inaugurato il servizio a Genova, con l'illuminazione del percorso da piazza Acquaverde a piazza San Domenico (l'odierna Piazza De Ferrari). Il 1º ottobre 1846, a Torino, furono illuminate le contrade Doragrossa e Nuova e, poco dopo, anche le vie Po e Santa Teresa, piazza Castello, piazza San Carlo e piazza Vittorio. Nel 1847 il servizio iniziò anche a Bologna, Vicenza e Padova. 
Solo nel 1847 il governo pontificio autorizzò l'installazione dell'illuminazione a gas a Roma, ma il servizio di illuminazione pubblica nella città eterna fu effettivamente inaugurato il 1º gennaio 1854. In anni successivi, il gas giunse ad illuminare anche le pubbliche vie di città meno grandi: ad esempio Forlì, nel 1864, o Prato, nel 1869.

### Illuminazione elettrica
L'illuminazione elettrica si iniziò nel 1814 (lampada ad arco di Humphry Davy); questo determinò un ulteriore progresso con la messa a punto del sistema ad arco fra due carboni di storta affiancati (candela Jablochkov) o disposti frontalmente; nel 1878 Thomas Edison ideò la prima lampadina a incandescenza. L'affermazione di questo sistema di illuminazione è dovuta sia alla facilità di impiego, alla tonalità e alla costanza della luce, sia al rapido progredire dell'industria elettrica che ha consentito di portare ovunque l'energia elettrica. Già nel 1878 a Roma vengono utilizzate le prime luci elettriche in occasioni speciali. Il primo impianto di illuminazione pubblica a incandescenza fu montato a New York nel 1882. In Italia il primo comune a sperimentare l'illuminazione elettrica fu Verzuolo (CN) il 10, 11 e 12 settembre 1882 (Gazzetta Piemontese del 17 settembre 1882). In Europa, grandi opere vennero realizzate a Torino e a Milano: nel maggio 1884 infatti fu inaugurato il primo impianto di illuminazione elettrica a Torino in piazza Carlo Felice con 12 lampade ad arco Siemens da 800 candele; nello stesso anno le Ferrovie illuminarono elettricamente la stazione di Porta Nuova e l'ingegnere torinese Enrico progettò l'illuminazione del Teatro Regio. Il primo impianto di illuminazione elettrica pubblica in Italia venne inaugurato il primo gennaio 1889 a Udine (terza città al mondo dopo New York e Londra), per merito di Arturo Malignani, seguita da Trento nel 1890 (all'epoca la città era parte dell'Austria-Ungheria) .
Dopo una cinquantina d'anni, comincerà a diffondersi l'illuminazione elettrica, oggigiorno praticamente la sola utilizzata. 

Tipica illuminazione dei portici di via Po a Torino con i lampioni Settecento Grande, secondo il progetto di Guido Chiarelli - foto degli anni 60

Torino, in particolare, diventò una delle città europee all’avanguardia nella pubblica illuminazione dagli anni ‘30 agli anni ‘60. Dopo i progetti dell’ingegnere Guido Peri, fu l’ingegnere Guido Chiarelli a progettare numerosi e innovativi impianti per le celebrazioni del centenario dell’Unità d'Italia: Torino cominciò così ad essere definita "la nuova Ville Lumière".
La disponibilità, a partire dall'ultimo ventennio del secolo scorso, di lampade più efficienti rispetto alla classica lampadina a incandescenza, ha permesso di aumentare e migliorare l'illuminazione pubblica, che si è estesa anche a scopi meno strettamente utilitaristici come l'illuminazione di monumenti, generando però contemporaneamente problemi di inquinamento luminoso.

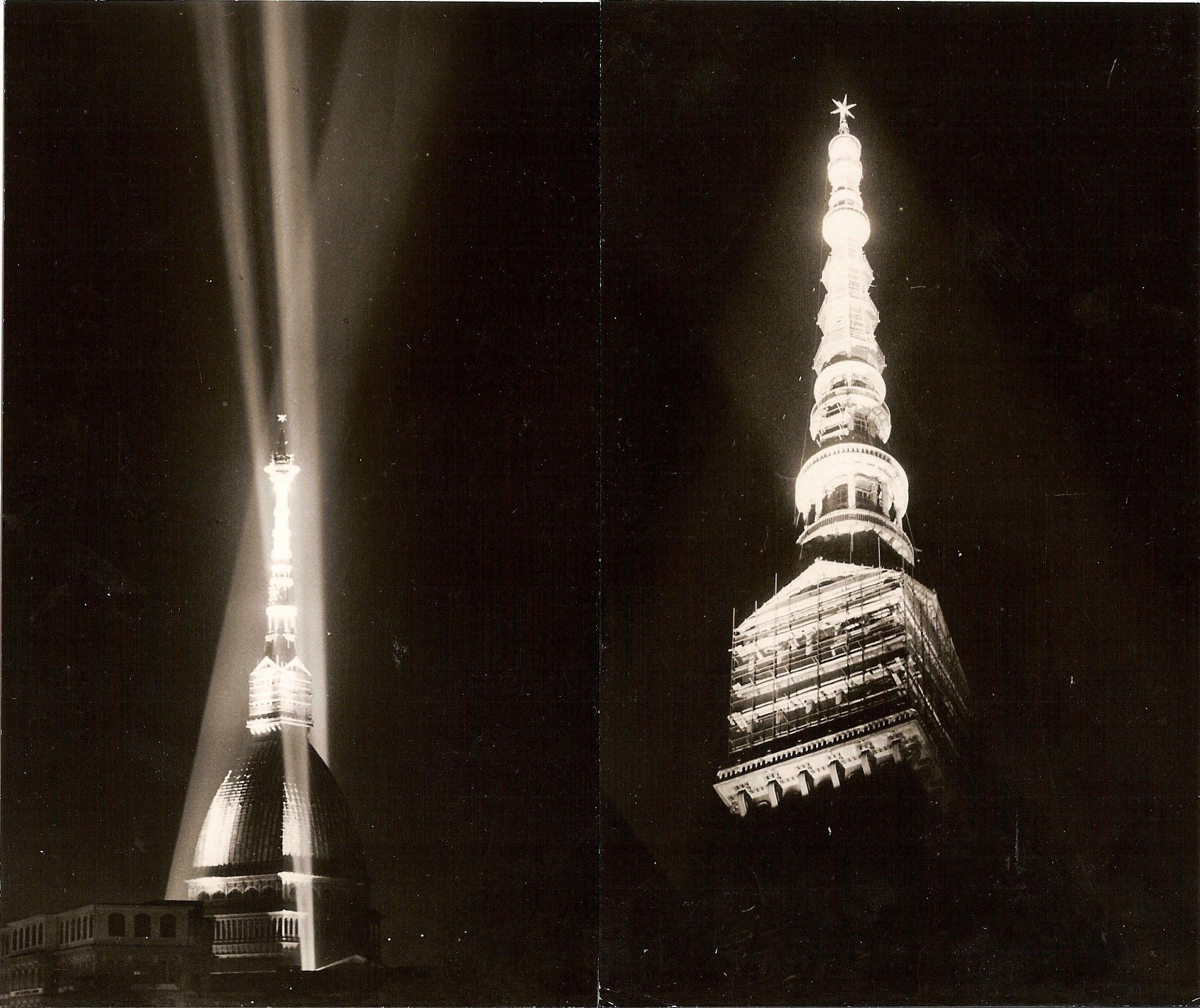
Progetto di illuminazione della Mole Antonelliana a Torino nell'ambito delle celebrazioni per il centenario dell'Unità d'Italia, 1961

L'illuminazione pubblica è stata gradualmente estesa anche ad ambiti extraurbani relativi ai trasporti, quali incroci stradali e aeroporti, mentre l'illuminazione di altre grandi superfici, come carceri e aree industriali, anche se molto simile come tecniche e motivazioni, non si può a stretto rigore definire pubblica.

## Progettazione
Il progetto di illuminazione pubblica (in particolare quella stradale) in Italia è regolato dalla norma UNI 11248 che definisce la categoria illuminotecnica in base al tipo di strada, al flusso di automezzi, alla presenza di pedoni, di svincoli, di pericoli di aggressione, ecc. 
Per ogni categoria vengono definiti i parametri illuminotecnici che il progetto deve soddisfare.
Particolari caratteristiche sono definite anche per le zone circostanti alla carreggiata (piste ciclabili, marciapiedi, attraversamenti pedonali, incroci).
Il progetto deve essere realizzato in maniera da limitare gli sprechi energetici e limitare fenomeni indesiderati quali l'abbagliamento debilitante e l'inquinamento luminoso.
L'altezza dei pali deve essere circa pari alla larghezza della carreggiata e la distanza dipende dal tipo di apparecchi utilizzati e soprattutto varia in base alle caratteristiche illuminotecniche richieste dalla norma, l'angolo di inclinazione del braccio del lampione deve essere dimensionato in modo da ridurre effetti di inquinamento luminoso.
Si può realizzare l'impianto di illuminazione disponendo i lampioni in vari modi:
- Disposizione unilaterale: i lampioni vengono disposti su un solo lato della carreggiata, rientrano in questa categoria anche gli impianti in cui i lampioni sono posti tra le due carreggiate (dove è presente uno spartitraffico) e quelli in cui sono appesi ad un cavo sopra al centro della carreggiata.
- Disposizione bilaterale: i lampioni sono disposti su entrambi i lati della carreggiata e disposti frontalmente gli uni agli altri;
- Disposizione a quinconce: I lampioni sono disposti su entrambi i lati della strada e posti alternativamente, così da ottenere una maggiore uniformità dell'illuminazione.